# Остапович Іван Іванович
Остапович Іван Іванович (11 травня 1988 р. Чернівецька обл.) — дириґент, композитор, культурний менеджер. Засновник оркестру Ukrainian Festival Orchestra (раніше - Collegium Musicum Orchestra). Артдиректор численних мистецьких проєктів та фестивалів класичної музики. Співзасновник організації «Collegium Musicum Lviv», яка з 2012 р. проводить концерти та літературні читання за участю молодих талановитих українських виконавців. Віце-директор Галицького Музичного Товариства. Один з керівників Львівського органного залу.

## Біографічні відомості
Свої ранні роки Іван Остапович провів у Чернівецькій області:
«Я виріс в невеликому містечку в Чернівецькій області, але мені дуже щастило з вчителями. Люди, які мене навчали по-справжньому любили музику. Хоча й на своєму рівні. Мені дуже передавався той трепет, з яким вони ставились до музики і мистецтва взагалі. Якось на уроці з музичної літератури викладачка Світлана Степанівна Остапович (вона приходилась мені далекою родичкою) розповіла нам про жанр симфонії та про творчість Й.Гайдна.
Закінчив Львівську національну музичну академію ім. М. Лисенка за класом фагота та класом композиції у викл. Б. Фроляк.
Навчався у Національній музичній академії України ім. П. Чайковського на кафедрі оперно-симфонічного диригування (клас професора. народного артиста України Віктора Здоренка).

### Професійна діяльність
З 2012 і дотепер – співзасновник і артистичний директор мистецької платформи Collegium Musicum, яка займається промоцією академічної музики та її виконавців. У 2013-2015 рр – працював другим дириґентом Івано-Франківської обласної філармонії.
У 2013 р. був учасником режисерсько-драматургічної лабораторії в Львівському академічному театрі ім. Л.Курбаса.  Засновник оркестру Collegium Musicum, нині – Ukrainian Festival Orchestra.
З листопада 2017 і дотепер – директор Львівського будинку органної та камерної музики.
З 2018 – ведучий на Radio Skovoroda (програма про класичну музику «Територія Класики») Співавтор стратегії Ukrainian Live з промоції української класичної музики в Україні та світі. Один із ініціаторів відновлення історичного Галицького Музичного Товариства у 2020 році, яке існувало у Львові з 1838 року. Член правління [Галицького Музичного Товариства]. Артистичний керівник проекту Ukrainian Live Classic(перший мобільний додаток з українською класичною музикою).
З 2021 - Керівник відділу культури Львівської міської ради.

## Творчі досягнення
Іван Остапович є лауреатом першої премії Всеукраїнського конкурсу диригентів у м. Херсон. 
Виступав із Національним заслуженим симфонічним оркестром України, камерним оркестром Рівненської філармонії, камерним оркестром Тернопільської філармонії, Симфонічним оркестром INSO-Lviv, камерним хором Cantus (м. Ужгород)
У 2013р. був учасником режисерсько-драматугічної лабораторії в Львівському академічному театрі ім. Л.Курбаса.
Засновник камерного оркестру Collegium Musicum Lviv, який складається з молодих та ініціативних музикантів Львова та Києва, а саме: Тарас Демко, Ігор Завгородній, Орест Смовж, Петор Тітяєв, Наталя Кожушко, Дмитро Чоні, Анастасія Бойко, Діана Коломієць, Віталій Вишинський.
Іван Остапович є автором та організатором проекту-платформи «Colllegium musicum Lviv» в рамкам якого у Львові з 2012 р. відбуваються концерти та читання за участю молодих талановитих українських виконавців. Зокрема фестиваль «Дні музики Баха 2014», «Зимові вечори від Collegium Musicum», «Бах Маратон» (Львів 2015).
Колектив Collegium Musicum під керівництвом Івана Остаповича організували «Дні музики Баха» у гарнізонному храмі Петра і Павла на Театральній вулиці Львова. До організації та проведення заходу долучився і віртуозний віолончеліст Денис Северін зі Швейцарії. Таким чином вони популяризують класичну музику серед молоді і роблять це абсолютно безкоштовно.
А.Остапович додає: «Ідея вільного доступу до високого мистецтва давно назріла в суспільстві, а ми просто втілюємо її в життя».
Основою метою фестивалю, так як це і задумали українські музиканти було зробити класичну музику доступною для широкої публіки. А втілити це в життя музиканти вирішили за досвідом Collegium Musicum. Так в XVII столітті в Європі називали музичні колективи. Вони були поширені в епоху бароко, особливо популярними вони стали в Німеччині. Музиканти, капельмейстер, композитори і просто любителі музики збиралися і спільно творили музику. До Collegium Musicum належали Йоганн Себастьян Бах, Георг Фрідріх Гендель, Георг Філіпп Телеман. Концертних залів тоді не було, почути музику можна було або в церкві, або в палаці, а колегіуми популяризували її серед населення.

## Вклад в українську музику
Іван Остапович вносить великий вклад у повернення української класичної музики в культурний простір. Зокрема, тих творів, котрі були навмисно забуті за радянських часів. Іван Остапович так коментує сьогоднішню ситуацію з українською класичною музикою:  
"Зі свого музикантського досвіду розповім, що загалом ми знаємо дуже мало про свою музику...в консерваторії всі хоровики знають, що Людкевич — це «Кавказ». Всі його диригували.Але насправді Людкевича таким зробила радянська пропагандистська система, адже в його ранній творчості було дуже багато пошуків. Наприклад, ще два ранніх фортепіанні концерти, про які ніхто не знає, навіть піаністи. І ледве не в кожного композитора, якщо копнути трохи глибше, можна щось знайти щось цікаве, що не вписується у звичну систему уявлень про цього композитора..."
За ініціативи Івана Остаповича було створено перший мобільний додаток про українську класичну музику - Ukrainian Live Classic, у ньому зібрано більше 500 професійних записів музичних творів.

## Іван Остапович як композитор
Іван Остапович втілює себе і як композитор. Проте зізнається, що на даному моменті для цього бракує часу. Останній рік займався диригуванням та організаторською діяльністю. Хоча, ідеї назрівають… Пише класичну музику (сонату для скрипки і фортепіано), адже для нього іншої музики, окрім класичної не існує.